# Savo Kostadinovski
Savo Kostadinovski (Makedonski Brod, 30 maggio 1950) è uno scrittore e traduttore macedone.

## Biografia

### Infanzia e formazione
Savo Kostadinovski (in macedone Саво Костадиновски?) completò la scuola elementare nel suo villaggio natale ed a Gostivar. Il giorno del Terremoto di Skopje del 1963 subì un infortunio alla gamba nella sua abitazione. Nel 1964 ottenne una borsa di studio che gli consentì di trasferirsi in un collegio a Belgrado: tale riconoscimento gli fu concesso anche in virtù dei meriti di suo padre, un partigiano.
Dal 1965 lavorò a Slavonski Brod, continuando a scrivere poesie. Nel 1968 fu chiamato a prestare servizio militare a Karlovac e Zagabria, impegno durato fino al 1970. Studiò successivamente alla Scuola di corrispondenza tecnica di Belgrado. Dal 1970 lavorò a Monaco di Baviera, Würzburg e Francoforte sul Meno. Dal 1973 lavorò e studiò nella città di Colonia, in cui trascorse la maggior parte della sua vita. Nel 1981 si laureò presso il dipartimento di ingegneria meccanica dell'Università tecnica superiore di Colonia.

### Attività letteraria
Nel corso della sua carriera ha scritto diversi libri di poesie, racconti, saggi, traduzioni e testi giornalistici. Le sue opere sono state pubblicate in diverse lingue e inserite in numerose antologie e libri di testo scolastici della Macedonia del Nord. Molte delle poesie e racconti di Savo Kostadinovski sono stati tradotti in diverse lingue, quasi sempre come opere singole. Fa eccezione la sua raccolta di poesie per adulti Poesia della Poesia, tradotta interamente in rumeno, tedesco e in serbo. Fra le sue opere figura anche un romanzo, I tre secoli (2005).
Nel 1993 è vincitore del premio "Decreto per immigrati" nell'ambito delle Festival della poesia di Struga.
È inoltre membro di varie associazioni letterarie: dal 1989 dell'Associazione degli scrittori macedoni,, dal 1993 è membro dell'Unione degli scrittori tedeschi, dal 1995 dell'Associazione dei giornalisti della Macedonia e dell'Associazione dei traduttori letterari della Macedonia.

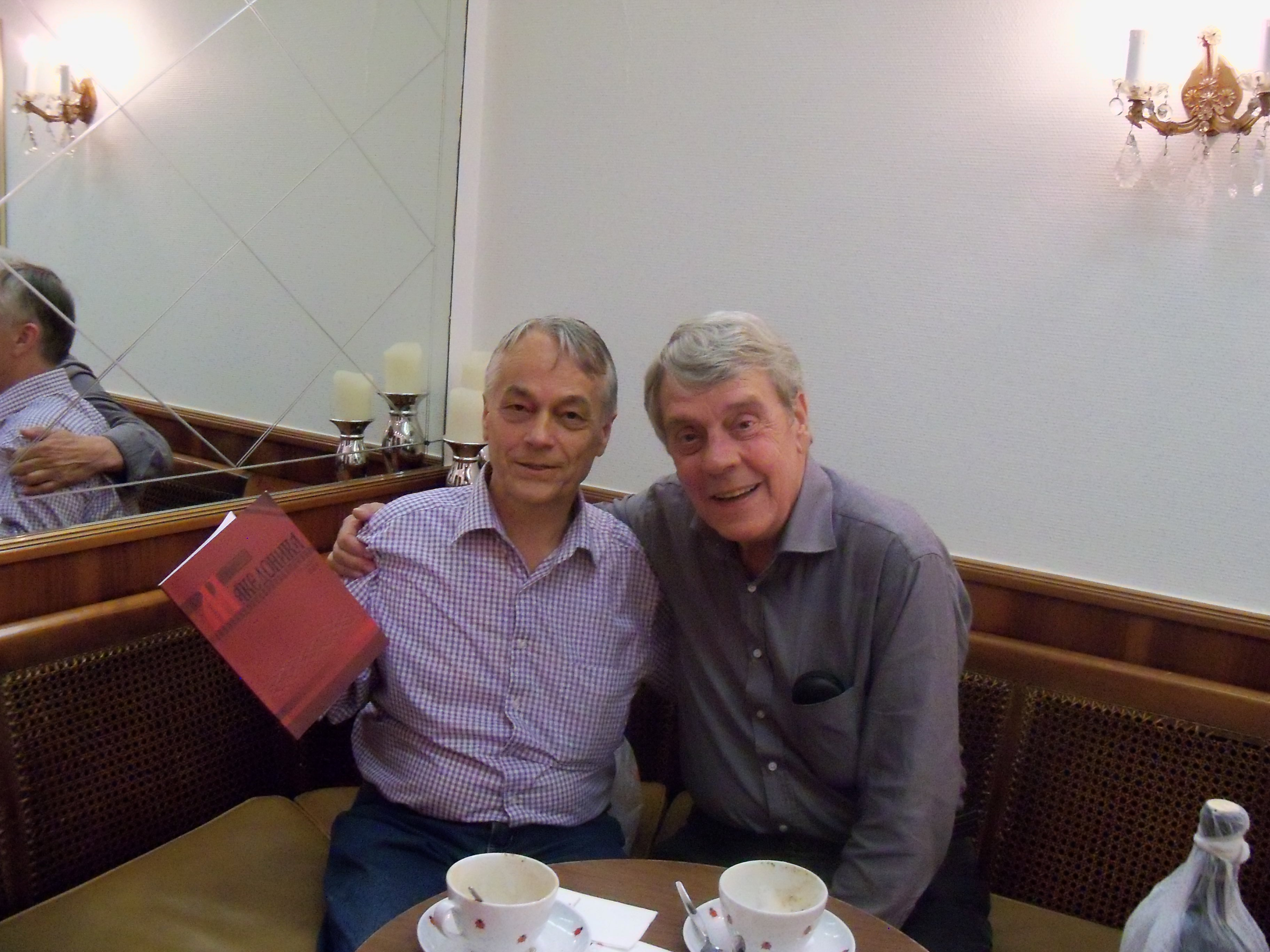
Savo Kostadinovski e lo slavo tedesco Wolf Oschlies

## Opere

### Poesia per bambini
- Estate nella città natale (Detska radost, 1980)[7]
- Desideri (Casa della Cultura "Kočo Racin", 1989)
- I bambini del mondo (Casa della Cultura "Kočo Racin", 1990)
- Gabbia senza uccelli – da Botušje a Colonia (Pečalbarski denovi, Vevčani, 1990)
- Canzoni – una raccolta di dieci libri (Comunità culturale ed educativa di Skopje, 1991)
- Canzoni di Botušje – selezione (Casa della Cultura "Kočo Racin", 1992)
- Canzoni – una raccolta di dieci libri (Comunità culturale ed educativa di Skopje, 1993)
- Poreče (Misla, Skopje, 1995)
- Mille e una nostalgia – selezione (Detska radost, Skopje, 2001)
- Insieme a Filip (Antolog, Skopje, 2013)
- I colloqui con Beti (Antolog, Skopje, 2013)
- Anni rimati (Antolog, Skopje, 2013)
- Voce eterna – selezione (Antolog, Skopje, 2014)
- Lettere a Filip (Antolog, Skopje, 2014)
- In vacanza da Filip (Antolog, Skopje, 2014)
- Sempre con Filip (Antolog, Skopje, 2014)
- Filippo è di prima elementare (Antolog, Skopje, 2014)
- Come Filip ha imparato l'alfabeto (Antolog, Skopje, 2014)
- Le perle per Bisera (Antolog, Skopje, 2014)
- Le registrazioni dall’America (Antolog, Skopje, 2015)
- Canzoni vicine nella lontana Australia (Antolog, Skopje, 2015)
- Europa in versi (Antolog, Skopje, 2015)
- Poreče (Antolog, Skopje, 2015)
- Da Botušje a Parigi (Antolog, Skopje 2015)
- Senza patria (Antolog, Skopje, 2016)
- La Colonia ed io (Antolog, Skopje, 2016)
- Con la Patria (Antolog, Skopje, 2016)
- Della vita in Europa (Antolog, Skopje, 2016)
- Attrazioni macedoni (Antolog, Skopje, 2016)
- Canzoni per bambini – opere raccolte, (Akademski pečat, Skopje, 2018)

### Poesia per adulti
- Poesia sulla poesia – edizione bilingue in macedone e rumeno (Bucarest, 2002)
- Poesia sulla poesia – edizione bilingue in macedone e tedesco (Matica makedonska, Skopje, 2012)
- La poesia nella vita del poeta – edizione bilingue in macedone e tedesco (Makedonika litera, Skopje, 2013)[8]
- L’amore vive – insieme a Therese Reuber, in tedesco (Makedonika litera, Skopje, 2014)
- Una vita per Botušje – edizione bilingue in macedone e tedesco (Makedonika litera, Skopje, 2014)
- Canzoni di Colonia – edizione bilingue in macedone e tedesco (Makedonika litera, Skopje, 2014)
- Poesia sulla poesia – traduzione in serbo (Centro Culturale del Banato, Novo Miloševo, 2015)
- Storia delle guerre – edizione bilingue in macedone e tedesco (Makedonika litera, Skopje, 2015)[9]
- L'uomo e la patria – edizione bilingue in macedone e tedesco (Skopje, 2017)
- Poesia per adulti – opere raccolte – edizione bilingue in macedone e tedesco (Skopje, 2018)

### Prosa
- I tre secoli – romanzo biografico (Makedonska reč, Skopje, 2005)[10]
- Una patria con cuore – raccolta di racconti per i giovani (Makedonska reč, Skopje, 2005)
- I tre secoli – romanzo biografico – seconda, edizione estesa (Makedonika litera, Skopje, 2016)[11]
- Drei Zeitalter – romanzo biografico – nella traduzione tedesca (Literatur-Atelier, Bonn, 2016)
- Una patria con cuore – nella traduzione tedesca (Literatur-Atelier, Bonn, 2016)
- Una patria con cuore – edizione bilingue in macedone e tedesco (Antolog, Skopje, 2016)
- Bisera e Filip – edizione bilingue in macedone e tedesco (Antolog, Skopje, 2016)
- Bisera und Filip – nella traduzione tedesca (Literatur-Atelier, Bonn, 2016)
- Sotto Buona acqua – monografia su Gorno Botušje (Antolog, Skopje, 2016)
- Tutto d’amore per Poreče ed i cittadini di Poreče – monografia (Antolog, Skopje, 2017)
- Tutto d’amore per Poreče ed i cittadini di Poreče – monografia – seconda, edizione estesa (Antolog, Skopje, 2017)
- Lo scrittore di Poreče – monografia di Savo Kostadinovski in coautore con Naum Popeski (Akademski pečat, Skopje, 2018)